# Scorpiops ingens
Espèce
Scorpiops ingens est une espèce de scorpions de la famille des Scorpiopidae.

## Distribution
Cette espèce est endémique du Tibet en Chine. Elle se rencontre vers Lhassa.

## Description

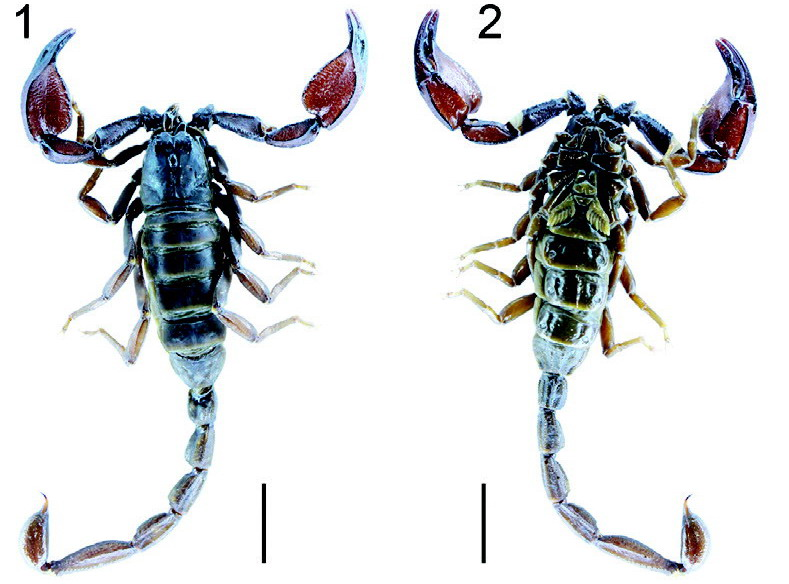
Scorpiops ingens ♂

Le mâle holotype mesure 74,6 mm et la femelle paratype 75,9 mm.

## Publication originale
- Yin, Zhang, Pan, Li & Di, 2015 : « Scorpiops ingens sp. n. and an updated key to the Scorpiops from China (Scorpiones, Euscorpiidae, Scorpiopinae). » ZooKeys, no 495, p. 53-61 (texte intégral).